# Movimentos da ginástica rítmica
Abaixo, em tabela, estão listados os movimentos da ginástica rítmica, bem como suas descrições de execução e valores atribuídos. Note que os mesmos podem sofrer variação a cada troca de ciclo, que ocorre de quatro em quatro anos, sempre após a realização de uma Olimpíada.
Os movimentos estão inseridos por ordem alfabética. Os retirados do Código de Pontos, receberão marcação.

## Movimentos básicos
Abaixo, em tabela, constam os movimentos e as posições básicos e de aprendizagem da ginástica rítmica, que são usados, tanto nas categorias de base, quanto nas categorias seniores femininas.
| Avião | Posição de equilíbrio em que o ginasta mantém uma perna no chão e eleva a outra para trás, com os braços abertos | BB |

| Carpado                   | As pernas estendidas formam um ângulo (preferencial de 90º) com o tronco | -            |
| Empunhaduras              | São tomadas, pegadas ou presas, que representam várias maneiras do executante segurar as barras e manter-se nelas                                                                                            | UB / HB / PB |
| Estendida                 | Posição ou parada em que o corpo deve estar em linha reta, sem nenhum ângulo |              |
| Flic-Flac                 | Movimento preparatório para acrobacias. O ginasta levanta os braços esticados ao mesmo tempo em que seus pés deixam o solo, usando um grande impulso dos ombros. Pode ser executado para frente ou para trás | -            |
| Giro de quadril para trás | Chamado oitava de apoio para apoio. O corpo executa um giro completo em torno do eixo transversal | UB           |
| Giro gigante              | Uma rotatória em volta da barra de 360º, executada com todo o corpo na posição estendida | UB / HB      |
| Grupada                   | Posição em que todas as partes do corpo se flexionam e se aproximam de ponto central corporal. As pernas devem estar flexionadas e a testa deve tocar o joelho                                               | -            |
| Parada de mãos            | O corpo deve permanecer na linha do pulso. Dedos afastados permitem melhor equilíbrio | -            |
| Mortal                    | Movimento de locomoção para frente ou para trás, em que o ginasta não gira em torno de si Suas variantes são: carpada, estendida e grupada                                                                   | -            |
| Salto pak                 | É usado para passar da barra mais baixa para a mais alta. A ginasta faz um movimento semelhante com o flic-flac, pois o salto park é também um movimento preparatório pontuado                               |              |

## Movimentos nomeados
{Combinação de cores e tamanhos}